# Gilbert Descossy
Gilbert Descossy (Arles, Vallespir, 12 d'abril de 1946) és un escultor nord-català, ciutadà del món des de 2002 (CI n° 184 012).

## Biografia
En 1966 es va diplomar en Belles Arts a Lió. Ha treballat com a professor d'educació artística des de 1967 fins 1994. En 1970 quan treballava com a cooperant al liceu Es Salem de Chlef (Algèria) va fer la seva primera escultura amb xiclet mastegat, però esperarà 10 anys abans de mostrar aquest treball singular. El 1971 exposà els seus gouaches «Ciels» al centre cultural francès d'Alger. En 1973 va tornar a França i la Biblioteca de Caen va presentar es seves escultures amb cambres d'aire inflades, lligades i pintades, i escultures en polièster lligades i pintades. Després realitza una sèrie d'obres on els pautes són els octògons i la simbologia dels nombres.
La seva trobada amb el ballarins Thomas (1955-1993) i Manouche, li permet de "posar a l'espai" l'octàgon i la simbologia dels nombres, en fragments de dansa de 9 minuts, dels quals Duo va participar en la Setmana de la Dansa Contemporània de 1978, a la capella de Salpetriere.
Des de 1980 ha fet un enfocament artístic amb la xiclet, exposant les seves obres amb aquest material. Després es declara "escultor-mastegador-cisellador". Com a protesta per la manca d'artistes africans a la història de l'art contemporani, en 1984 i 1985 es va disfressar d'africà vestit amb bata, tela i màscara, compost de fragments reproduïts obres d'artistes blancs (Picasso, Pollock, Manzoni, Matisse, Kandinsky, Mondrian, Klein, Buren, Toroni, Viallat, Ben ...). D'aquesta guisa, va freqüentar la vernissage de galeries i de la FIAC, on distribueix un fullet signar Anònim del segle xxi.
El 23 de setembre de 1985 es compromet a dur a terme diàriament, fins al dia de la seva mort, una escultura de goma de mastegar només amb la boca, la llengua i les dents, i a escriure el seu diari, on barreja la gran història del món a la petita història de l'artista. Així ha fet més de 10,000 escultures bucals, també anomenades Paroles pétrifiées. Ha creat personatges, crucificats, calaveres, alfabets, dents, fal·lus, ulls, claus, cordons, etc petits objectes mastegats, realitzat en petites caixes de fusta i també en prestatgeries de fusta de Mauritània. El 1988 Descossy combina l'enfocament d'escultor boca amb el dansaire, filòsof i cuiner Thomas a l'obra Pas de deux possible executat a la Ménagerie de verre de París. Amb B. Duval i A. Fave, va crear l'associació montmARTre, per participar en el Festival de la Butte en juny de 1989, on 20 artistes (Ben, J. Hubaut, Paella, J.-F. Bergez, Lefèvre Jean Claude, Aurèle…) es van reunir durant dos dies a la plaça Émile-Goudeau per l'operació Place Titien
En setembre de 2000, la totalitat del seu treball de 1970 a 1985, així com sis anys de 1985 a 2000, van desaparèixer quan es va cremar el seu guardamobles. Del 1996 al 2009 va residir a Espanya, Mauritània, Tunísia i el Marroc, del 2013 al 2017 a Portugal i des de l'abril del 2017 a Sevilla. Quan residia a Nouakchott el 2002 es definia irònicament com a "artista missioner" (un artista que serveix a altres artistes per compartir un moment de cultura). Va organitzar, llavors, la primera exposició d'arts visuals a la Universitat de Nouakchott el gener de 2003. Després, a Tunísia, el 2008, presenta les obres de deu artistes joves tunisians al pati de la Biblioteca Ciència de les Religions.

## Principals exposicions personals i col·lectives
- 1971 : Centre Cultural Francès Alger, exposició personal
- 1973 : Biblioteca de Caen (14), exposició personal
- 1980 : 
  - Galeria K.Pissarro,[9] Paris
  - Galeria Lhermitte,[9] Coutances
- 1983 : Le Consortium,La Limite Dijon, exposició personal
- 1984 : « 48 à table » Galerie Lara Vincy. Paris
- 1987 : Centre d'art contemporain Le Mée (77), exposició personal
- 1989 : « Les Nourritures de l'Art », Evry
- 1991 : Galerie J. Katuin, Groningen, Països Baixos, exposició personal
- 1992 : « le vu, le dit, le consigné et le reste », Chateauroux
- 1994 et 1995 : Galerie J. Mercuri, Paris exposicions personals
- 1995 : CREA, Kingersheim (68), exposició personal
- 1996 : « Chimériques polymères », Mamac, Niça
- 1998 : 
  - Galerie Artem, Quimper, exposició personal
  - « Ponctuations », museu municipal de Bourbon-Lancy (71)
- 2000 : Galerie Martagon, Malaucène (84)
- 2000 i 2001 : « Marató de l'espectacle », Barcelona
- 2003 : Ligny en Brionnais (71), exposició personal
- 2004 : Centre cultural francès de Nouakchott (Mauritanie), exposició personal
- 2006 : « Imagécrit », Bar-le-Duc
- 2009 : 
  - « Donner à voir », galeria Satellite, París
  - « Qui n'a pas son masque », galerie Le cabinet d'amateur, Paris
- 2010 : « Déjà 25 ans », Le cabinet d'amateur, París, exposició personal
- 2011 : « Exposition interplanétaire », galeria Satellite, Paris
- 2012 : " Pan Total" galeria 59 rue de Rivoli Paris

" Fictions" galeria Satellite Paris
Presència al documental "Chewing-gum le mystère des bulles de gomme" de V. Silovic - ARTE
- 2013 : Mars."10 000 & 25 jours", exposició personal IUT Ifs Université de Caen (14)
- 2015: " 30 ans - Déjà !? ", exposició personal Librairie Mazarine 75006 Paris
- 2017: St ´Art Strasbourg (foire art contemporain) amb la galeria G.M Kahn